# Уэнздей (2-й сезон)
Второй сезон американского сериала «Уэнздей» был официально анонсирован 6 января 2023 года, вскоре после премьерного показа первого сезона. Его съёмки начались в 2024 году. Релиз первых четырёх серий состоялся 6 августа 2025 года на Netflix.

## Сюжет
Уэнздей возвращается в «Невермор» и с помощью своих экстрасенсорных способностей пытается предотвратить смерть Энид.

## В ролях
Основной состав
- Дженна Ортега — Уэнздей Аддамс, шестнадцатилетняя девушка, обладающая экстрасенсорными способностями. Дочь Гомеса и Мортиши.
- Эмма Майерс — Энид Синклер, ученица Академии «Невермор», оборотень.
- Хантер Дуэн — Тайлер Галпин, сын шерифа. Способен трансформироваться в Хайда. Был помещён в психиатрическую больницу Уиллоу Хилл.
- Джой Сандей — Бьянка Барклей, ученица Академии «Невермор», сирена.
- Джорджи Фармер — Аякс Петрополис, ученик Академии «Невермор», горгона.
- Муса Мустафа — Юджин Оттингер, ученик Академии «Невермор», состоит в клубе пчеловодства «Жужжащие Невермора» вместе с Уэнздей. Способен управлять пчёлами.
- Айзек Ордоньес — Пагсли Аддамс, сын Гомеса и Мортиши, младший брат Уэнздей.
- Стив Бушеми — Барри Дорт, новый директор Академии «Невермор».
- Тэндиве Ньютон — Рейчел Фейрберн.
- Иви Темплтон — Агнес, новая ученица в Академии «Невермор».
- Оуэн Пэйнтер — Слурп.
- Ноа Б. Тейлор — Бруно Юсон, новый ученик в Академии «Невермор», оборотень.
- Билли Пайпер — Айседора Капри, новая учительница музыки в Академии «Невермор».
- Виктор Доробанту — Вещь, живая рука и родственник семьи Аддамс.

Приглашённые звёзды
- Кэтрин Зета-Джонс — Мортиша Аддамс, мать Уэнздей и Пагсли, жена Гомеса.
- Луис Гусман — Гомес Аддамс, отец Уэнздей и Пагсли, муж Мортиши.
- Джордж Бурси — Ларч, дворецкий семьи Аддамс.
- Уильям Хьюстон — Джозеф Крэкстоун, отец-основатель города Джерико.
- Фред Армисен — дядя Фестер, брат Гомеса, дядя Уэнздей и Пагсли.
- Джоанна Ламли — Бабушка, мать Мортиши, бабушка Уэнздей и Пагсли.
- Леди Гага — Розалин Ротвуд.
- Джейми Макшейн — Донован Галпин, шериф в городе Джерико. Отец Тайлера.
- Кристофер Ллойд — профессор Орлофф.
- Тэндиве Ньютон — Рейчел Фейрберн.
- Хэйли Джоэл Осмент — серийный убийца из Канзас-Сити.
- Хезер Матараццо — Джуди, ассистентка Рейчел Фейрберн в психиатрической больнице Уиллоу-Хилл.

## Список эпизодов
| Часть 1 |   |                                                       |                 |                                             |                 |
| 9       | 1 | «Снова вместе в горе» «Here We Woe Again»             | Тим Бёртон      | Альфред Гоф и Майлз Миллар                  | 6 августа 2025  |
| 10      | 2 | «Знакомый черт лучше незнакомого» «The Devil You Woe» | Пако Кабесас    | Мэтт Ламберт                                | 6 августа 2025  |
| 11      | 3 | «Зов дикой природы» «Call of the Woe»                 | Пако Кабесас    | Валентина Гарза                             | 6 августа 2025  |
| 12      | 4 | «Если бы беды заговорили» «If These Woes Could Talk»  | Тим Бёртон      | Лорен Отеро                                 | 6 августа 2025  |
| Часть 2 |   |                                                       |                 |                                             |                 |
| 13      | 5 | «Let Me Woe You Again»                                | Анжела Робинсон | Эрика Васкез и Сиена Баттерфилд             | 3 сентября 2025 |
| 14      | 6 | «The Final Woe Down Part 1»                           | Анжела Робинсон | Альфред Гоф, Кайла Альперт и Майлз Миллар   | 3 сентября 2025 |
| 15      | 7 | «The Final Woe Down Part 2»                           | Тим Бёртон      | TBA                                         | 3 сентября 2025 |
| 16      | 8 | «The Final Woe Down Part 3»                           | Тим Бёртон      | Альфред Гоф, Джеймс Маджески и Майлз Миллар | 3 сентября 2025 |

## Производство
Сразу после премьеры в ноябре 2022 года сериал «Уэнздей» обрёл огромную популярность, поэтому критики были уверены, что шоу получит продолжение. Официально второй сезон был анонсирован 6 января 2023 года. Сообщалось, что производством снова займётся Amazon, а релиз состоится на Netflix. В СМИ озвучивалось предположение о том, что второй сезон выйдет на другой платформе из-за соглашения Amazon с Metro-Goldwyn-Mayer о слиянии, но эти данные не подтвердились.
Netflix выпустил тизер, в котором пообещал «ещё больше страданий». Съёмки второго сезона должны были начаться в 2023 году, но были отложены из-за забастовки SAG-AFTRA. В ноябре 2023 года было объявлено, что съёмки пройдут в Ирландии в апреле 2024 года. Съёмки второго сезона официально начались в мае 2024 года. В конце апреля 2025 года вышел трейлер второго сезона. Второй сезон разделён на две части: первая половина вышла 6 августа 2025 года, вторая выйдет 3 сентября.